# 巴登的維多利亞
维多利亚（德語：Viktoria，1862年8月7日—1930年4月4日），巴登大公国郡主和瑞典王后。
维多利亚是巴登大公弗里德里希一世和普鲁士王国公主路易丝的女兒。她的名字来自她的婶婶德意志皇后维多利亚。
1881年，维多利亚与未来的瑞典国王古斯塔夫结婚并生下三名孩子。两人的婚姻并不愉快，即使經常到埃及旅遊散心也不能修补关系。
维多利亚为瑞典瓦萨王朝废王古斯塔夫四世的后裔，故她的婚姻加强了瑞典新王朝贝尔纳多特王朝的合法性。